# Sydere Creek
Sydere Creek är ett vattendrag i Kanada.   Det ligger i provinsen Ontario, i den sydöstra delen av landet, 600 km nordväst om huvudstaden Ottawa. Sydere Creek ligger vid sjön Departure Lake.
I omgivningarna runt Sydere Creek växer i huvudsak blandskog. Trakten runt Sydere Creek är nära nog obefolkad, med mindre än två invånare per kvadratkilometer.